# Месяц, Светлана Викторовна
Светла́на Ви́кторовна Ме́сяц (род. 13 августа 1971) — российский философ

, специалист по философии античности, неоплатонизму, христианскому богословию, онтологии и методологии науки. Кандидат философских наук, старший научный сотрудник Института философии РАН. Выступала с приглашенными докладами на конференциях «Theoretical foundations of Arts, Science and Technology in the Greco-Roman World» (Новосибирск) и «XVIth International Conference on Patristic Studies» (Оксфорд).

## Биография
Окончила факультет экспериментальной и теоретической физики Московского инженерно-физического института.
В 1999 году в Институте философии РАН защитила диссертацию на соискание учёной степени кандидата философских наук по теме «Аристотелевская физика в неоплатонизме: Прокл. Начала физики».
С 1999 года — преподаватель Государственного Академического университета гуманитарных наук (ГАУГН).
С 2005 года — член редакционной коллегии журнала ΣΧΟΛΗ.
В 2010—2014 годы — член редакционной коллегии «Историко-философского ежегодника».

## Научные труды
на русском языке
- Месяц С. В. Современная физика — правдоподобный миф? // Границы науки. — М.: ИФ РАН, 1999.
- Месяц С. В. Аристотелевская физика в афинской школе неоплатонизма // Философия природы. — М.: Прогресс-Традиция, 2000. — С. 274—300. Архивировано 17 марта 2014 года.
- Месяц С. В. Дискуссии об эфире в античности // Философия природы в Античности и в Средние века. — ИФ РАН, 2002.
- Месяц С. В. Введение в комментарий // Историко-философский ежегодник за 2000. — М.: Наука, 2002. — С. 5—26.
- Месяц С. В. Абсолют в античной философии // Историко-философский ежегодник за 2003. — М.: Наука. — С. 5—24.
- Месяц С. В. Трактат Аристотеля О памяти и припоминании // Космос и Душа. — М.: Прогресс-Традиция, 2005. — С. 391—419.
- Месяц С. В. Трансформация античного понимания Абсолюта в христианском богословии IV в (недоступная ссылка — история) // Космос и Душа. — М.: Прогресс-Традиция, 2005. — С. 823—858.
- Месяц С. В. Композиция и основные принципы философского комментария // Жанры и формы в письменной культуре Средневековья. — М.: ИМЛИ РАН, 2005. — С. 6—22.
- Месяц С. В. К вопросу о частных сущностях у Аммония Александрийского // Богословский вестник. — Издательство МДА, 2006. — № 5—6. — С. 670—680.
- Месяц С. В. Прокл // Исторический лексикон V-XIII вв. — М.: Наука, 2006.
- Месяц С. В. Понятие θεολογία в античной философии // Альманах Философия и религия. — М., 2007. — С. 228—246.
- Месяц С. В. Проблема начала в неоплатонизме и учение Ямвлиха о двух Единых // Вестник РХГА. — СПб.: РХГА, 2007. — С. 81—91.
- Месяц С. В. Чтение философского текста // ΣΧΟΛΗ. Философское антиковедение и классическая традиция. — Новосибирск, 2007. — Т. 1, вып. 2.
- Месяц С. В. Божественный Ямвлих: вехи земного пути // Альманах Интеллектуальной истории. — М.: УРСС, 2008. — № 22.
- Месяц С. В. Учение о генадах: Прокл, Сириан, Ямвлих // Диалог со временем. — М.: ИВИ РАН, 2009. — С. 1—28.
- Месяц С. В. Начала метафизики Прокла // АРХЭ. Труды культурологического семинара. — М.: РГГУ, 2009. — Вып. 5. — С. 203—235.
- Месяц С. В. Учение о генадах: Прокл, Сириан, Ямвлих // Интеллектуальные традиции античности и средних веков. — М.: Круг, 2010. — С. 42—68.
- Месяц С. В. Учение Платона об идеях-числах // Космос и Душа. — М.: Прогресс-Традиция, 2010. — Вып. 2: Учение о природе и мышлении в античности, средние века и новое время. — С. 29—82.
- Месяц С. В. Гёте и Аристотель. Можно ли видеть темноту? // Аристотелевские чтения. Античное наследие и современные гуманитарные науки. — Ростов-н/Д, 2011. — С. 26—28.
- Месяц С. В. Платоновская концепция дискурсивного знания // Философский журнал. — М.: ИФ РАН, 2011. — № 1 (6).
- Месяц С. В. Платоновский «Филеб» о едином, многом и среднем. Комментарий к фрагменту 14с-18d // ΣΧΟΛΗ. Философское антиковедение и классическая традиция. — Новосибирск, 2012. — № 6 (2). — С. 323—339.
- Месяц С. В. Аристотель о природе цвета // Вестник Ленинградского государственного университета имени А. С. Пушкина. — 2013. — № 1 (2). — С. 28–39.
- Месяц С. В. Сознание и личность в философии Платона // ΠΛΑΤΩΝΙΚΑ ΖΗΤΗΜΑΤΑ. Исследования по истории платонизма / Под общ. ред. В. В. Петрова. — М.: Кругъ, 2013. — С. 147—160.
- Месяц С. В. Трансцендентное начало в неоплатонизме и учение о генадах // ΠΛΑΤΩΝΙΚΑ ΖΗΤΗΜΑΤΑ. Исследования по истории платонизма / Под общ. ред. В. В. Петрова. — М.: Кругъ год=2013. — С. 169—209.
- Месяц С. В. Есть ли ипостась у начала? // ΠΛΑΤΩΝΙΚΑ ΖΗΤΗΜΑΤΑ. Исследования по истории платонизма / Под общ. ред. В. В. Петрова. — М.: Кругъ, 2013. — С. 318—338.
- Месяц С. В. Платоновский «Филеб» о едином, многом и среднем : комментарий к фрагменту 14с—18d // ΠΛΑΤΩΝΙΚΑ ΖΗΤΗΜΑΤΑ. Исследования по истории платонизма / Под общ. ред. В. В. Петрова. — М.: Кругъ, 2013. — С. 77—95.
- Месяц С. В. Гёте и Ньютон: спор о цвете // Интеллектуальные традиции в прошлом и настоящем / Общ. ред. М. С. Петрова. — М.: Аквилон, 2014. — С. 299—340. (При финансовой поддержке РФФИ в рамках коллективного проекта № 12-06-00087а «Изучение усвоения и трансформации античных естественных наук в Средние века и Новое время в контексте социокультурной динамики общества»)
- Месяц С. В. Открытие Прокла // Платоновские исследования / Общ. ред. И. А. Протопоповой. — СПб.; . — 2014. — С. 256—282.

на других языках
- Mesyats S. V. Iamblichus’ exegesis of “Parmenides” hypotheses and his doctrine of divine henads // Iamblichus and the Foundations of Late Platonism / Ed. by E. Afonasin, J. Dillon. and J. Finamore. — Leiden: Brill, 2012. — P. 151—176.
- Mesyats S. V. Does the First have a hypostasis? Some remarks to the History of the term hypostasis in Platonic and Christian Tradition of the 4th – 5th cent. AD // Studia Patristica : V. LXII : Papers presented at the Sixteenth International Conference on Patristic Studies held in Oxford 2011 / Ed. by M. Vinzent. — Leuven; Paris; Walpole M.A.: Peeters, 2013. — Vol. The Genres of Late Antique Literature : Foucault and the Practice of Patristics : Patristic Studies in Latin America : Historica. — P. 41–57.
- After the Eclipse: History of Philosophy in Russia / with M. Egorochkin // Studies in East European Thought. Vol. 66. № 3-4. Springer, 2014.

Философская энциклопедия
статьи «Природа», «Эфир», «Теофраст Эресский», «Стратон Лампсакский»
Православная энциклопедия
- Месяц С. В. Демиург // Православная энциклопедия. — М., 2007. — Т. XIV : Даниил — Димитрий. — С. 374—376. — 39 000 экз. — ISBN 978-5-89572-024-0.
- Шохин В. К., Месяц С. В., Михайлов П. Б., Фокин А. Р., Вдовина Г. В. Естественная теология // Православная энциклопедия. — М., 2008. — Т. XVIII : Египет древний — Эфес. — С. 696—716. — 39 000 экз. — ISBN 978-5-89572-032-5.
- Месяц С. В. Ипостась // Православная энциклопедия. — М., 2011. — Т. XXVI : Иосиф I Галисиот — Исаак Сирин. — С. 180—183. — 39 000 экз. — ISBN 978-5-89572-048-6.

Энциклопедический словарь «Античная философия». — М., Прогресс-Традиция, 2008
- Месяц С. В. Аммоний сын Гермия // Античная философия: Энциклопедический словарь. — М.: Прогресс-Традиция, 2008.
- Месяц С. В. Анатолий // Античная философия: Энциклопедический словарь. — М.: Прогресс-Традиция, 2008.
- Месяц С. В. Анамнесис // Античная философия: Энциклопедический словарь. — М.: Прогресс-Традиция, 2008.
- Месяц С. В. Благо // Античная философия: Энциклопедический словарь. — М.: Прогресс-Традиция, 2008.
- Месяц С. В. Генады // Античная философия: Энциклопедический словарь. — М.: Прогресс-Традиция, 2008.
- Месяц С. В. Демиург // Античная философия: Энциклопедический словарь. — М.: Прогресс-Традиция, 2008.
- Месяц С. В. Движение // Античная философия: Энциклопедический словарь. — М.: Прогресс-Традиция, 2008.
- Месяц С. В. Ксенарх из Селевкии // Античная философия: Энциклопедический словарь. — М.: Прогресс-Традиция, 2008.
- Месяц С. В. Модерат из Гадиры // Античная философия: Энциклопедический словарь. — М.: Прогресс-Традиция, 2008.
- Месяц С. В. Порфирий // Античная философия: Энциклопедический словарь. — М.: Прогресс-Традиция, 2008.
- Месяц С. В. Природа // Античная философия: Энциклопедический словарь. — М.: Прогресс-Традиция, 2008.
- Месяц С. В. Прокл // Античная философия: Энциклопедический словарь. — М.: Прогресс-Традиция, 2008. — С. 628—643.
- Месяц С. В. Сириан // Античная философия: Энциклопедический словарь. — М.: Прогресс-Традиция, 2008.
- Месяц С. В. Теофраст // Античная философия: Энциклопедический словарь. — М.: Прогресс-Традиция, 2008.
- Месяц С. В. Эфир // Античная философия: Энциклопедический словарь. — М.: Прогресс-Традиция, 2008.
- Месяц С. В. Ямвлих // Античная философия: Энциклопедический словарь. — М.: Прогресс-Традиция, 2008.

Большая российская энциклопедия
- Абсолют : [арх. 3 января 2023] / Месяц С. В. // А — Анкетирование. — М. : Большая российская энциклопедия, 2005. — С. 36. — (Большая российская энциклопедия : [в 35 т.] / гл. ред. Ю. С. Осипов ; 2004—2017, т. 1). — ISBN 5-85270-329-X.
- Благо : [арх. 12 января 2023] / Месяц С. В. // «Банкетная кампания» 1904 — Большой Иргиз. — М. : Большая российская энциклопедия, 2005. — С. 572—573. — (Большая российская энциклопедия : [в 35 т.] / гл. ред. Ю. С. Осипов ; 2004—2017, т. 3). — ISBN 5-85270-331-1.
- Движение : [арх. 29 ноября 2022] / Месяц С. В. // Григорьев — Динамика. — М. : Большая российская энциклопедия, 2007. — С. 364. — (Большая российская энциклопедия : [в 35 т.] / гл. ред. Ю. С. Осипов ; 2004—2017, т. 8). — ISBN 978-5-85270-338-5.
- Николай Кузанский : [арх. 3 января 2023] / Месяц С. В. // Николай Кузанский — Океан. — М. : Большая российская энциклопедия, 2013. — С. 5—6. — (Большая российская энциклопедия : [в 35 т.] / гл. ред. Ю. С. Осипов ; 2004—2017, т. 23). — ISBN 978-5-85270-360-6.
- Природа : [арх. 29 ноября 2022] / Месяц С. В. // Полупроводники — Пустыня. — М. : Большая российская энциклопедия, 2015. — С. 519—520. — (Большая российская энциклопедия : [в 35 т.] / гл. ред. Ю. С. Осипов ; 2004—2017, т. 27). — ISBN 978-5-85270-364-4.
- Прокл : [арх. 3 января 2023] / Месяц С. В. // Полупроводники — Пустыня. — М. : Большая российская энциклопедия, 2015. — С. 571—572. — (Большая российская энциклопедия : [в 35 т.] / гл. ред. Ю. С. Осипов ; 2004—2017, т. 27). — ISBN 978-5-85270-364-4.
- Пространство : [арх. 29 ноября 2022] / Смирницкая Е. В., Лысенко В. Г. (Пространство в индийской философии), Месяц С. В. (Пространство в философии Нового времени) // Полупроводники — Пустыня. — М. : Большая российская энциклопедия, 2015. — С. 617—619. — (Большая российская энциклопедия : [в 35 т.] / гл. ред. Ю. С. Осипов ; 2004—2017, т. 27). — ISBN 978-5-85270-364-4.

- Месяц С. В. Рецензия на книгу Suchla B.R. Dionysius Areopagita: Leben - Werk - Wirkung. Freiburg. Basel. Wien: Herder, 2008 (26) // Вестник ПСТГУ. — 2009. — № 10. — С. 102—111.
- Месяц С. В. Рецензия на книгу «Iamblichus and the foundations of late Platonism». Eds. E. Afonasin, J. Dillon & J. Finamore. Leuven: Brill, 2012 // Философия религии: Альманах (2012-2013) / Отв. ред. В. К. Шохин. — М.: Восточная литература, 2013. — С. 454—470.
- Месяц С. В. Рецензия на статью Maggi C. «Some Aspects of the theory of abstraction: Plato, Aristotle, Plotinus and Iamblichus» // The International Journal of Platonic Tradition[англ.]. — Leiden: Brill, 2013.
- Месяц С. В. Рецензия на книгу: Chlup R. Proclus. Introduction. — Cambridge: Cambridge University Press. — 2012.

- Аристотель. О памяти и припоминании / Пер. и прим. С. В. Месяц // Вопросы философии. — М.: Наука, 2004. — С. 161—169.
- Гёте и его «Учение о цвете» / Пер. И. И. Канаева и С. В. Месяц; Сост. С. В. Месяц. — М.: Кругъ, 2012. — xxxii+464 с. — (Гуманитарные науки в исследованиях и переводах Т. II / Отв. ред. серии: М. С. Петрова). При финансовой поддержке РГНФ. Проект № 12-03-16005.
- Прокл. Начала физики / пер. с греч., комментарии и вст. статья С. В. Месяц. — М.: ГЛК, 2001. Архивировано 12 августа 2007 года.
- Прокл. Начала теологии. Перевод теорем 1-33. — АРХЭ. Труды культурологического семинара. Вып. 5. — М.: РГГУ, 2009. — С. 235—260. Архивировано 4 марта 2016 года.
- Прокл. Комментарий к «Тимею» : Книга I / Перевод, вступительная статья, примечания, реферат С. В. Месяц. — М.: ГЛК, 2012. — 416 с.
- Порфирий. Подступы к умопостигаемому // ΠΛΑΤΩΝΙΚΑ ΖΗΤΗΜΑΤΑ. Исследования по истории платонизма / Пер. с греч. С. В. Месяц; Под общ. ред. В. В. Петрова. — М.: Кругъ, 2013. — С. 758–792.
- Преподобный Максим Исповедник. О различных трудных местах у святых Григория и Дионисия. Затруднение XLI / Пер. и прим. С. В. Месяц // Богословские труды. — М.: Изд. совет Русской Православной Церкви, 2005. — № 40. — С. 5—11.
- Раздел IV «Каппадокийцы» // Янг Френсис М. От Никеи до Халкидона : Введение в греческую патристическую литературу и её исторический контекст / Пер. с англ. П. Б. Михайлова, А. В. Серёгина, М. В. Егорочкина, С. В. Месяц, Е. Б. Грозновой. — М.: Изд-во ПСТГУ, 2013. — С. 225—259. — 620 с. — (Гриф ПСТГУ, Гриф Общецерковной аспирантуры и докторантуры). — 500 экз. — ISBN 978-5-7429-0865-4.